# Viu de Llevata
Viu de Llevata – miejscowość w Hiszpanii, w Katalonii, w prowincji Lleida, w comarce Alta Ribagorça, w gminie El Pont de Suert.
Według danych opublikowanych przez Institut d’Estadística de Catalunya w 2020 roku liczyła 19 mieszkańców – 10 mężczyzn i 9 kobiet. Liczba mieszkańców w poprzednich latach: 18 (2008), 20 (2009), 16 (2014), 15 (2015), 16 (2019).